# Vallans
Vallans ist eine französische Gemeinde mit 823 Einwohnern (Stand: 1. Januar 2022) im Département Deux-Sèvres in der Region Nouvelle-Aquitaine. Sie gehört zum Arrondissement Niort und zum Kanton Frontenay-Rohan-Rohan. Die Einwohner werden Vallanséens genannt.

## Geographie
Vallans liegt in der Landschaft Saintonge am Rand der Marais Poitevin. Das Gemeindegebiet gehört zum Regionalen Naturpark Marais Poitevin. Umgeben wird Vallans von den Nachbargemeinden Frontenay-Rohan-Rohan im Norden, Granzay-Gript im Osten, La Foye-Monjault im Süden und Südosten, La Rochénard im Süden und Südwesten sowie Épannes im Westen.

## Bevölkerungsentwicklung
| Jahr                      | 1962 | 1968 | 1975 | 1982 | 1990 | 1999 | 2006 | 2015 |
| Einwohner                 | 396  | 371  | 341  | 468  | 538  | 568  | 710  | 803  |
| Quelle: Cassini und INSEE |      |      |      |      |      |      |      |      |

## Sehenswürdigkeiten
- Kirche Notre-Dame aus dem 11. Jahrhundert
- Schloss Vallans
- Schloss Allerit
- Schloss Gautret

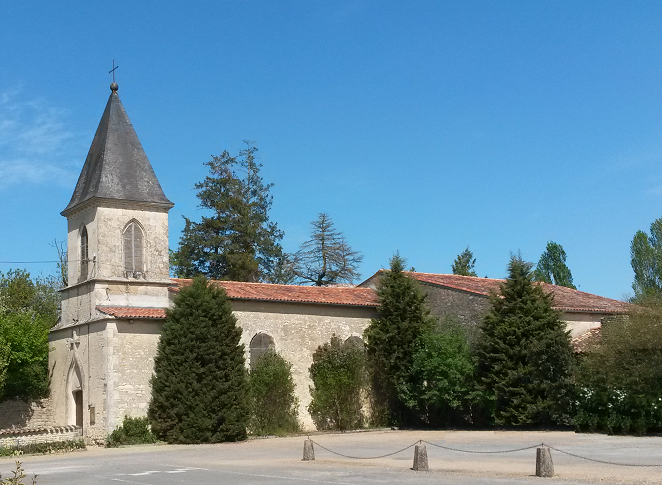
Kirche Notre-Dame
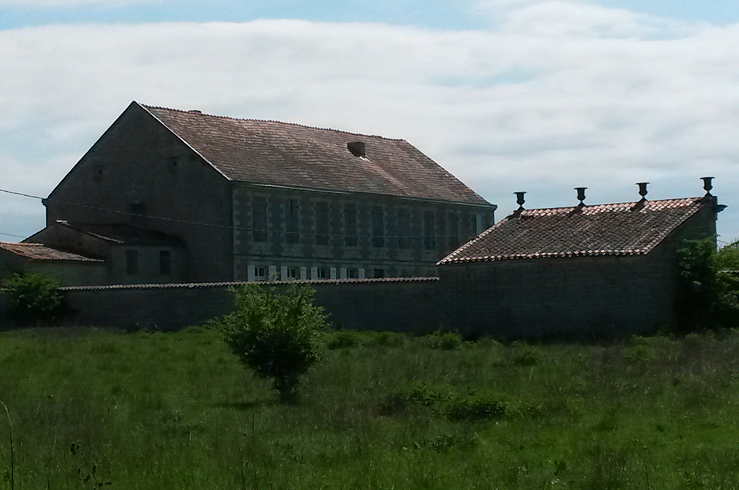
Schloss Allerit